# سیارک ۱۳۷۱۷
سیارک ۱۳۷۱۷ (به انگلیسی: 13717 Vencill، نامگذاری:1998QM42) سیزده هزار و هفتصد و هفدهمین سیارک کشف شده‌است که در ۱۷ اوت ۱۹۹۸ کشف شد.
قدر مطلق سیارک برابر ۱۲.۳ است.